# غزال سبيك
غزال سبيك (الاسم العلمي: Gazella spekei) هو أصغر أنواع الغزلان. ينتشر بشكل خاص في القرن الإفريقي في المناطق الحجرية العشبية والسهوب وأشباه الصحاري. يُنظر إلى هذا النوع أحيانًا على أنه أحد أنواع الآدم، على الرغم من أن هذا التصنيف لا يعتبر به على نطاق واسع اليوم. وبسبب تجزؤ الموطن الشديد أصبح من المستحيل اليوم تقييم أنماط الهجرة الطبيعية أو أنماط الترحال لهذا الحيوان.
في عام 2007 أعلن الاتحاد الدولي لحفظ الطبيعة أن خطر انقراضه قد تغير من ضعيف إلى معرض للخطر. يتم اليوم الحفاظ على الأعداد في محميات ويبلغ التعداد الكلي لهذا الحيوان أقل من عشرات الآلاف. اعتبارًا من عام 2008، تم تصنيف هذا الغزال على أنه مهدد بالانقراض بموجب القائمة الحمراء للاتحاد الدولي لحفظ الطبيعة.